# Sa Torreta
La playa Sa Torreta está situada en la isla de Espalmador, vecina a la isla de Formentera, en la comunidad autónoma de las Islas Baleares, España.
Es una playa nudista y aislada.